# Makemba
Makemba est un village de la Région du Littoral au Cameroun, situé dans la commune de Bonaléa

## Population et développement
En 1967, la population de Makemba était de 241 habitants, essentiellement des Bankon (Abo). Elle était de 60 habitants dont 28 hommes et 32 femmes, lors du recensement de 2005.